# Trizocarcinus tacitus
Trizocarcinus tacitus är en kräftdjursart som beskrevs av Fenner A. Chace 1940. Trizocarcinus tacitus ingår i släktet Trizocarcinus och familjen Goneplacidae. Inga underarter finns listade i Catalogue of Life.